# 김선수 (바이애슬론 선수)
김선수(金善修, 1989년 6월 3일~)는 대한민국의 바이애슬론 선수이다.

## 생애
무주군 출신으로 무주초등학교, 무주중학교, 무주고등학교를 졸업했다. 2004–05 시즌 초인 2004년 12월 오스트리아 오버틸리아흐에서 열린 바이애슬론 유로파컵 주니어 부문을 통해 국제 대회에 처음 출전했으며, 개인전 47위, 스프린트 50위를 기록했다. 2005년 3월에는 처음으로 성인 국가대표로 발탁되어 일본 하치만타이에서 열린 2005년 아시아 선수권 대회에 참가하였다. 이 대회에서 스프린트 9위, 추적 9위를 기록했으나 정양미, 안인영, 김슬기와 함께 출전한 계주에서는 중화인민공화국과 일본팀의 뒤를 이어 3위로 동메달을 획득했다. 그 해 12월 오스트리아 빈디슈가르스텐에서 열린 유로파컵에서는 스프린트에서 25위, 추격에서 28위에 오르며 지난 대회보다 높은 성적을 기록했다. 특히 스프린트 부문에서는 후에 세계 선수권 대회 우승자가 되는 러시아의 안나 불리기나를 제치기도 했다. 시즌 종료 직전인 2006년 3월에는 자신의 첫 월드컵에 데뷔하였다. 슬로베니아의 포클류카에서 열린 월드컵 스프린트에서 85위를 하며 자신의 첫 월드컵 경기를 마쳤다. 2007년까지 월드컵 12경기에 참가했으며, 콘티오라흐티에서 스프린트 부분 67위에 올랐다. 
2007년 1월 중화인민공화국 창춘에서 열린 2007년 동계 아시안 게임에 대한민국 국가대표로 참가하였으며, 스프린트 13위, 추적 14위, 개인전 11위를 기록했다. 추경미, 문지희, 조인희에 함께 출전한 계주에서는 4위를 기록했다.